# Mursteinfjorden
Mursteinfjorden er en fjord i Flatanger kommune i Trøndelag fylke i Norge. Fjorden ligger mellem fastlandet og en række øer i nord og vest og går 8 km mod sydøst til bebyggelsen Sitter. Fjorden starter i nord på sydsiden af øen Skingen hvor sundet Rekkøyråsa går mod syd fra Folda. På vestsiden ligger øerne Ellingen, Bjørøya, Lindøya, Riøya, Steinøya og Feøya.
Fylkesvej 215 går langs østsiden af fjorden.